# Stokesita
La stokesita es un mineral del grupo de los inosilicatos, un silicato hidratado de estaño y calcio. Fue descubierto en un ejemplar de una colección antigua, en el que estaba asociado a axinita, procedente del un afloramiento en el acantilado de Roscommon, en Botallack, Cornualles, Gran Bretaña. El descubridor, A. Hutchinson, le puso el nombre en homenaje a Sir George Gabriel Stokes, matemático y físico. No se encontró ningún ejemplar más en Cornualles hasta la década de 1970.

## Formación y yacimientos
La stokesita es un mineral muy raro, que se ha encontrado sobre todo en cavidades miarolíticas de pegmatitas graníticas, formado por procesos hidrotermales, probablemente a partir de la casiterita. La localidad en la que más abunda es la mina de Urucum, en Galileia, Minas Gerais (Brasil). En la antigua cantera Isabel, conocida también como La Saludadora, en Valdemanco (Madrid) se encontraron a finales de la década de 1990 ejemplares con cristales de este mineral transparentes y de un tamaño de hasta 1 cm, que se consideran entre los mejores del mundo para esta especie. Están situados sobre tapices de microcristales de albita. También se han encontrado cristales de este mineral, asimismo de muy buena calidad, pero algo más pequeños, en la cantera Veneros, en Cadalso de los Vidrios (Madrid).